# Многочастотный сигнал
Многочастотный сигнал — совокупность одновременно передаваемых сигналов с различными несущими частотами и законами модуляции. Применяется в радиолокации с целью повышения надёжности его обнаружения путём сглаживания флуктуаций отражённого от цели сигнала. При применении в радиолокации, после приёма отражённого от объекта сигнала, производится независимая друг от друга обработка каждой его частотной составляющей. Также многочастотные сигналы используются в некоторых системах цифрового и телевизионного вещания. Кроме этого, возможно применение многочастотных сигналов в системах мобильной связи четвёртого поколения. Преимуществом использования многочастотных сигналов для передачи информации является высокая устойчивость к помехам.